# Harmenjansweg
De Harmenjansweg is een weg in de Noord-Hollandse stad Haarlem. 
De weg begint bij de Oudeweg, nabij de Prinsenbrug en het Droste-terrein. Vanaf daar voert het langs de voormalige drijfriemenfabriek, waar momenteel een stadsstrand aan het Spaarne is gesitueerd. Vanaf daar gaat het de spoorlijn Amsterdam - Haarlem onderdoor om vanaf daar langs de nieuwbouw van De Scheepmaker te voeren tot aan de kruising met de Papentorenvest. Hier kruiste de weg tot aan zijn demping begin 20e eeuw de Papentorensingel door middel van de Harmanjansbrug. De brug was tot veel ongenoegen van de in de buurt gelegen industrie smal en niet toegerekend op dit bijkomende verkeer.
Vanaf de Papentorenvest loopt de weg tot aan de Scheepmakersdijk door, waar het aldaar overgaat in de Catharijnebrug over het Spaarne. Aan de weg bevindt zich de rijksmonumentale Koepelgevangenis, een voormalige panopticumgevangenis.